# Europeiska sorteringsordningen
Den europeiska sorteringsordningen, eller ESO (EOR, "European ordering rules", på engelska) är en anpassning av ISO/IEC 14651 (Information technology -- International string ordering and comparison -- Method for comparing character strings and description of the common template tailorable ordering). ESO kan i sin tur anpassas för olika (europeiska) språk. Men i mellaneuropeiska sammanhang kan ESO:s sorteringsordning användas utan anpassning.

## Metod
Liksom för ISO/IEC 14651, som ESO är baserad på, har ESO fyra nivåer av vikter.
Nivå 1 sorterar bokstäverna. Följande latinska bokstäver berörs av denna nivå, i ordningsföljd:
a b c d e f g h i j k l m n o p q r s t u v w x y z þ
Det grekiska alfabetet har följande bokstavsföljd i ESO:
α β γ δ ε Ϝ Ϛ ζ η θ ι κ λ μ ν ξ Ϟ ο π ρ σ ς τ υ φ χ ψ ω Ϡ
Det kyrilliska alfabetet har följande bokstavsföljd i ESO:
а ӑ ӓ ә ӛ ӕ б в г ғ ҕ д ђ ҙ е ӗ є ж ӝ җ з ӟ ӡ и ӥ і ї й ј к қ ӄ ҡ ҟ ҝ л љ м н ң ӊ ҥ њ о ӧ ө ӫ п ҧ р с ҫ т ҭ ћ у ў ӱ ӳ ү ұ ф х ҳ һ ц ҵ ч ӵ ҷ ӌ ҹ ҽ ҿ џ ш щ ъ ы ӹ ь э ю я ҩ Ӏ
Ordningsföljden för dessa tre alfabet är:
1. Latinska alfabetet
2. Grekiska alfabetet
3. Kyrilliska alfabetet

De georgiska och armeniska alfabeten har ännu inte blivit inkluderade i ESO, men hanteras i CR 14400:2001 "European ordering rules -- Ordering for Latin, Greek, Cyrillic, Georgian and Armenian scripts". Notera också att alla skriftsystem som finns med i ISO/IEC 10646 och Unicode hanteras av ISO/IEC 14651:s CTT och Unicode Collation Algorithm:s DUCET. Dessa båda standarder med respektive datafil kan laddas ner gratis.
Nivå 2 är där olika tillägg, som diakritiska tecken och modifierade bokstäver, ordnas. Bokstäver med accenter (inklusive å, ä, ö och ø)[källa behövs] sorteras som varianter av grundbokstaven. æ, œ, ĳ och ŋ ordnas som modifieringar av ae, oe, ij och n respektive, likadant för liknande fall.
Nivå två fastställer följande ordningsföljd för diakritiska tecken och andra modifieringar:
1. Akut accent (á)
2. Grav accent (à)
3. Brevis (ă)
4. Cirkumflex (â)
5. Hake (š)
6. Ring (å)
7. Trema (ä)
8. Dubbel akut accent (ő)
9. Tilde (ã)
10. Punkt över (ż)
11. Cedilj (ş)
12. Svans (ą)
13. Streck (ā)
14. Med streck genom (ø)
15. Modifierad(e) bokstav/bokstäver (æ)

Nivå 3 skiljer mellan stora och små bokstäver. Som i engelskans Polish (polska) och polish (polera).
Nivå 4 berör blanksteg och annan interpunktion. Den här nivån gör skillnad mellan till exempel "MacDonald" och "Mac Donald", "its" (dess) och "it's" (det är).
En femte nivå, som normalt utelämnas, berör den typografiska formen, vilket bland annat täcker om texten är kursiv, normal eller fet.